# Friedenskirche (Leibnitz)

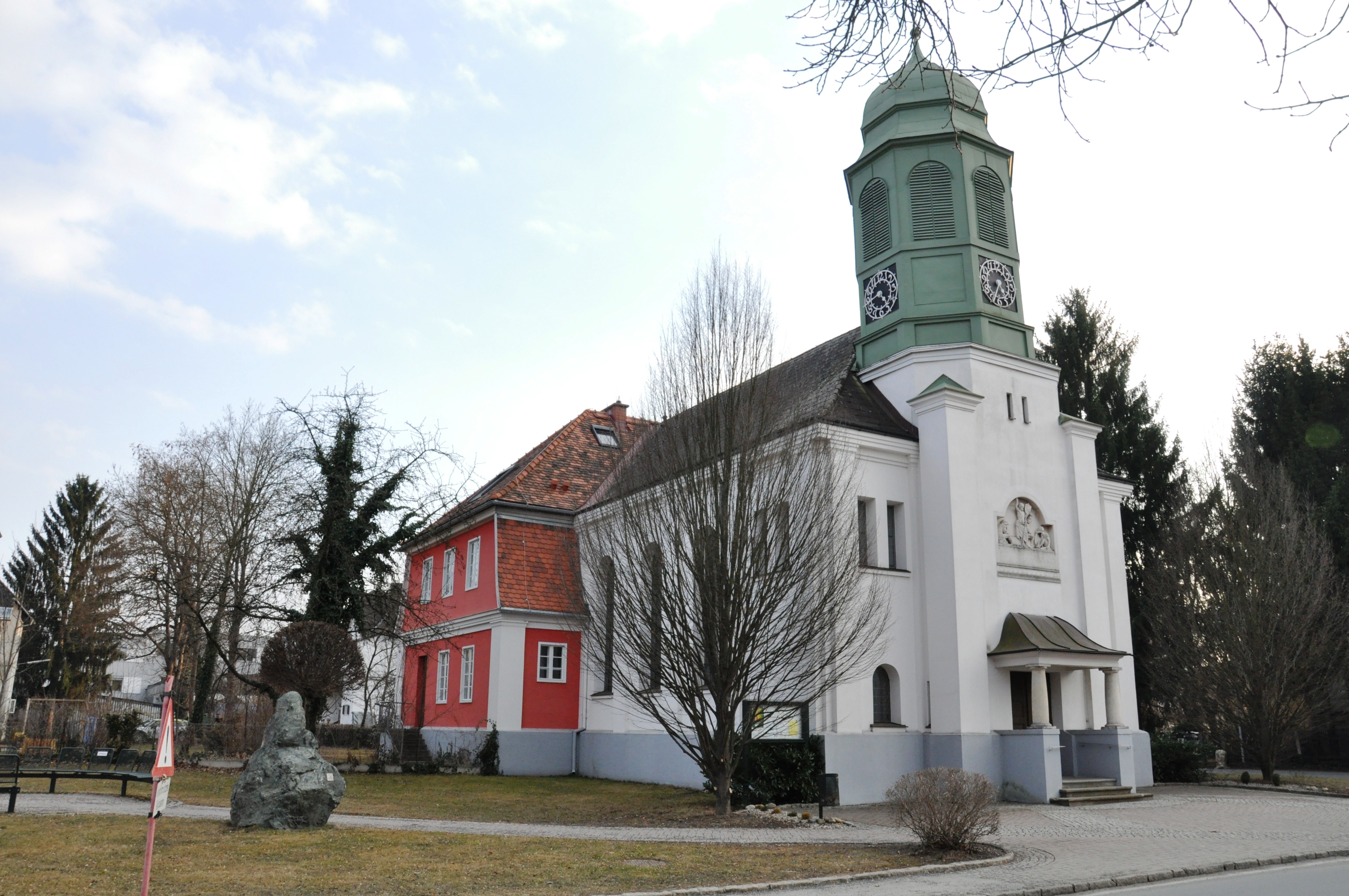
Friedenskirche Leibnitz

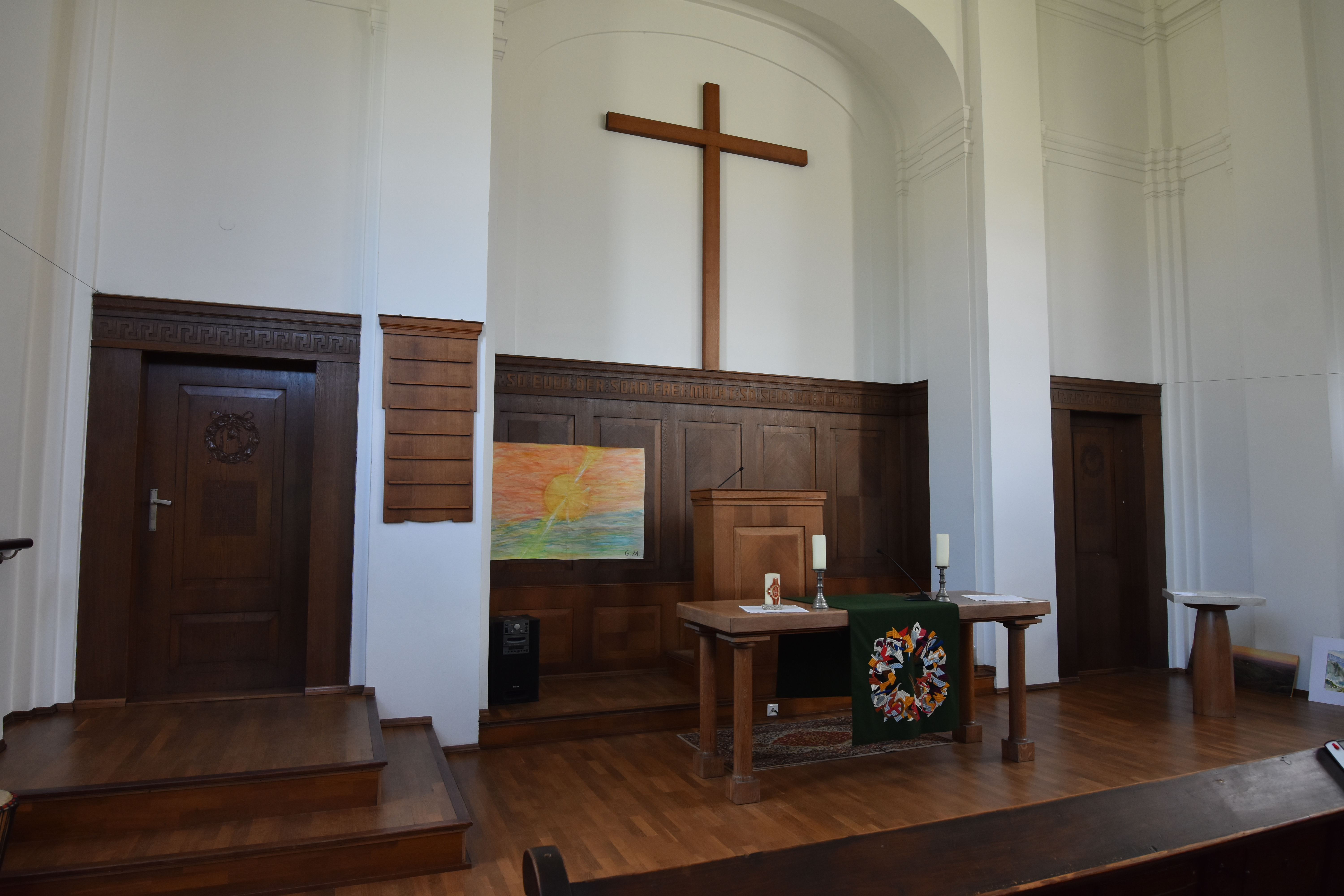
Friedenskirche Leibnitz, Altarraum

Die Friedenskirche ist die evangelische Gemeindekirche von Leibnitz in der Steiermark. Sie gehört der Evangelischen Superintendentur A. B. Steiermark an.
Die Leibnitzer Friedenskirche wurde im Zusammenhang mit der Los-von-Rom-Bewegung in den Jahren 1910 bis 1911 im unmittelbaren Anschluss an den Bau der Friedenskirche in Peggau durch Otto Bartning errichtet. Anders als in Peggau, das durch stärkere Umbauten geprägt ist, hat sich hier die ursprüngliche Turmlösung mit ihrem gedrungenen, in den Kirchenbau eingezogenen Haubenaufsatz erhalten. Der im Außenbau durch Mauerstreifen stark akzentuierte Kirchenbau bildet mit dem zugehörigen Pfarrhaus eine bauliche Einheit, wobei sich letzteres durch sein heruntergezogenes Mansarddach dem Kirchenbau unterordnet. Insgesamt ergibt sich damit eine vielgestaltige Baukörperformation, die durch den Verzicht auf eine späthistoristische Formensprache geprägt ist. Über dem Portal ist als einziger Schmuck der Kirche eine Skulpturengruppe des auferstandenen Christus angebracht.
Der von einem korbbogigen Tonnengewölbe geschlossene Kirchenraum hat weitgehend seine in dunkel gebeiztem Holz erstellte ursprüngliche Ausstattung bewahrt. In Übereinstimmung mit dem 1891 verfassten Wiesbadener Programm besitzt die Kirche einen Kanzelaltar und statt eines Mittelgangs wie in einem Vorlesungssaal einen einheitlichen Gestühlsblock, der die Konzentration auf das gesprochene Wort fördern sollte.